# Kaempferia
- Commons
- Wikispecies

Kaempferia L. é um género botânico pertencente à família Zingiberaceae.

## Espécies
- Kaempferia angustifolia
- Kaempferia galanga
- Kaempferia gilbertii
- Kaempferia grandifolia
- Kaempferia laotica
- Kaempferia ovalifolia
- Kaempferia parviflora
- Kaempferia pulchra
- Kaempferia rotunda
- Kaempferia sikkimensis

## Classificação do gênero
| Sistema | Classificação                     | Referência               |
| ------- | --------------------------------- | ------------------------ |
| Linné   | Classe Monandria, ordem Monogynia | Species plantarum (1753) |